# Gabriella Lomm Mann
Gabriella Lomm Mann (Estocolmo, 8 de noviembre de 1995) es una modelo, auditora y reina de belleza sueca. Fue coronada como Miss Tierra Suecia 2020. En 2021, fue seleccionada para representar a Suecia en el concurso Miss Mundo 2021, celebrado a finales de ese año en San Juan (Puerto Rico).

## Primeros años y educación
Nació el 8 de noviembre de 1995 en Estocolmo (Suecia), siendo hija de Agneta Mann. Gabriella estudió en la escuela primaria Adolf Fredriks, en el instituto Norral Real y se licenció en Administración de Empresas en Finanzas por la Universidad de Estocolmo.

## Carrera profesional
Gabriella comenzó a ejercer de modelo en 2005. Ha participado en diferentes pasarelas, como la New York Fashion Week o la Semana de la Moda de París. En 2020, Gabriella representó a Suecia en Miss Tierra 2020.

## Vida personal
Gabriella mantiene una relación con Niclas Lehmann, exjugador de hockey.